# Bitwa pod Kuryłówką
Bitwa pod Kuryłówką – bitwa stoczona 7 maja 1945 r. przez oddziały partyzanckie NOW z siłami NKWD we wsi Kuryłówka. Oddziały NOW odparły ataki Sowietów, po czym wycofały się ze wsi.

## Tło bitwy
Po wkroczeniu Sowietów pod koniec lipca 1944 r. w okolice Leżajska, rozpoczęły się represje wobec polskiego podziemia. NKWD dokonywało aresztowań żołnierzy Armii Krajowej, NOW i przedstawicieli Delegatury Rządu na Kraj. Pomimo tego na przełomie 1944 i 1945 na tym terenie udało się odtworzyć jednostki partyzanckie NOW. W dużej mierze było to zasługą Józefa Zadzierskiego, ps. „Wołyniak”. Jego oddziały zwalczały komunistyczny aparat władzy i jego konfidentów, walczyły z ekspedycjami NKWD, likwidowały byłych współpracowników niemieckiego okupanta. 
26 lutego 1945 r. komendant Okręgu Rzeszowskiego NOW Kazimierz Mirecki, wydał rozkaz wznawiający działalność Narodowej Organizacji Wojskowej, która na tym terenie w zasadzie nie używała nazwy Narodowe Zjednoczenie Wojskowe, tylko nadal występowała jako Narodowa Organizacja Wojskowa. W połowie marca 1945 r. przy dowództwie Okręgu powołano do życia Komendę Oddziałów Leśnych, którą początkowo kierował kpt. Tadeusz Gryblewski, ps. „Ostoja”. Komendzie OL podlegało osiem oddziałów. Wśród nich były oddziały: Bronisława Gliniaka ps. „Radwan”, Stanisława Pelczara ps. „Majka”, Franciszka Szarka ps. „Lis”, Józefa Zadzierskiego i Józefa Krawczyka ps. „Kudłaty”. 
Na wiosnę 1945 r. komunistyczne siły bezpieczeństwa: milicja i wojsko, nie mogły poradzić sobie z działającymi w okolicy siłami UPA, które realizowały cele polityczne OUN: likwidację Polaków, by stworzyć własne państwo. W związku z tym rolę obrońców polskiej ludności przed atakami nacjonalistów ukraińskich przejęły oddziały partyzantki polskiej. Broniły one miejscową ludność przed atakami oddziałów UPA, w trakcie czystki etnicznej prowadzonej przez ukraińskich nacjonalistów. W związku z kwietniową koncentracją sił UPA - kurenia Żeleźniaka i rozpoczęciem nowej fali eksterminacji Polaków w powiecie jarosławskim, która rozpoczęła się od ataku na Wiązownicę, gdzie zamordowano ok. 100 Polaków, polskie oddziały partyzanckie rozpoczęły kontrakcję. W jej trakcie dokonano pacyfikacji ukraińskich wsi i rozstrzelania osób powiązanych z OUN, UPA i kolaboracyjną policją ukraińską (np. Dobcza, Dobra, Wołczaste, Rudka, Piskorowice).
Od wiosny 1945 r., w wyniku aresztowań w MO i w Wojsku Polskim byłych partyzantów polskiego podziemia, odnotowywano coraz częstsze przypadki dezercji. Nawet oddziały Wojsk Wewnętrznych (później KBW) nie były pewną ostoją „władzy ludowej”. Często oddziały Armii Czerwonej bądź NKWD atakowały posterunki MO podejrzane o współpracę z podziemiem antykomunistycznym oraz ścigały dezerterów. Niejednokrotnie w tych działaniach dochodziło do współpracy z Ukraińcami, a nawet byłymi funkcjonariuszami Ukraińskiej Policji Pomocniczej.
6 marca 1945 r. 30-osobowa grupa czerwonoarmistów i Ukraińców z Kulna dokonała napadu na posterunek MO w Kuryłówce. Napastnicy rozbroili i obrabowali posterunek, uwolnili przesłuchiwanego aresztanta (Ukraińca, byłego członka Orpo), a także obrabowali mieszkańców Kuryłówki, zabijając dwie osoby.

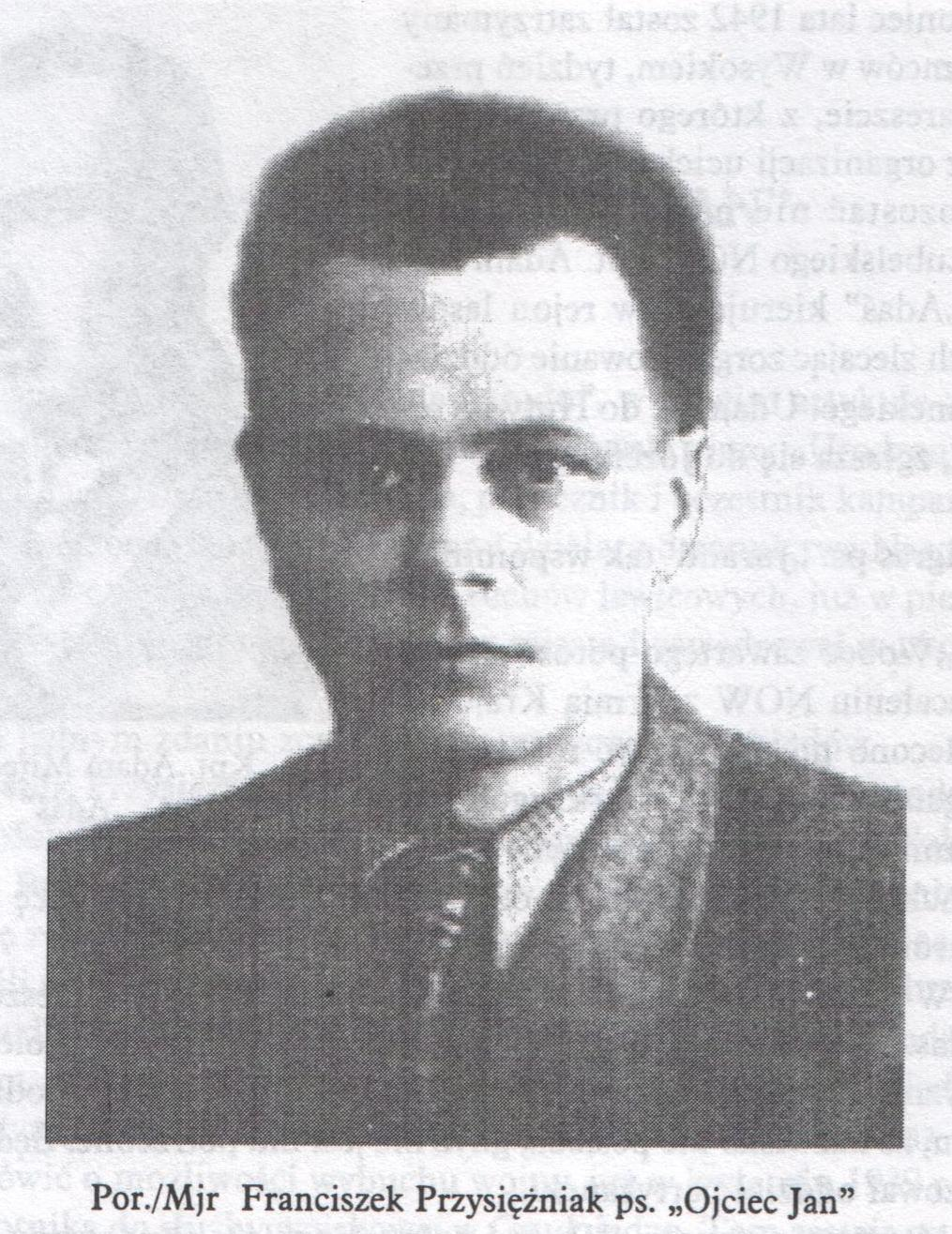
Franciszek Przysiężniak

19 marca mieszane zgrupowanie sowiecko-ukraińskie ponownie napadło Kuryłówkę. Odgłosy strzelaniny zaalarmowały oddział „Wołyniaka” przebywający w pobliskim Tarnawcu, który wraz z oddziałami „Lisa” i „Majki” wyparł napastników ze wsi, którzy wycofali się do Kulna. Grupa „Wołyniaka” rozpoczęła okrążanie wsi, czym zmusiła Sowietów do wycofania się w kierunku Krzeszowa. Do opuszczonego przez czerwonoarmistów Kulna wkroczyli partyzanci „Wołyniaka” i zabili około 50 mieszkańców wsi narodowości ukraińskiej.
Pod koniec kwietnia dowództwo nad Oddziałami Leśnymi NOW objął mjr Franciszek Przysiężniak, ps. „Ojciec Jan”.
2 maja 1945 r. w Biłgoraju zdezerterował cały oddział 3 Samodzielnego Batalionu Operacyjnego Wojsk Wewnętrznych. W pościg za dezerterami wyruszył batalion 11. pułku pogranicznego NKWD. Podczas poszukiwań 6 maja oddział NKWD prowadzony przez Stepana Wołczastego z Piskorowic – członka UPA i byłego policjanta ukraińskiego, zaatakował posterunek MO w Cieplicach, po czym uprowadzono i zamordowano 4 milicjantów. Jeden z sowieckich oddziałów dotarł również do Kuryłówki, ale został ostrzelany i wycofał się.

## Bitwa
Wysłany wczesnym rankiem 7 maja w kierunku Kulna, patrol NOW z oddziału „Majka” napotkał tyralierę żołnierzy sowieckich. Wymiana ognia zaalarmowała wieś, oddziały narodowe rozpoczęły wycofywanie się, które powstrzymał dowódca Franciszek Przysiężniak, nakazując obronę. Oddział „Radwana”, który stanowił ubezpieczenie Kuryłówki przyjął walkę i przez godzinę odpierał ataki NKWD w okolicach szkoły i budynku gminy. Wsparł go wkrótce oddział „Majki”, ściągnięty do Kuryłówki z sąsiedniego Tarnawca. Natarcie sowieckie załamało się.
Po przegrupowaniu enkawudziści uderzyli ponownie, tym razem od strony Sanu. W sukurs oblężonym przyszedł oddział „Wołyniaka”, który dotarł na miejsce bitwy z Ożanny. Z jego pomocą udało się ten atak odeprzeć. Zacięte walki trwały 7 godzin do godziny 13.00. Sowieci około godziny 15.00 jeszcze raz próbowali złamać opór, atakując frontalnie od strony lasu na północny wschód od Kuryłówki. Także to natarcie załamało się w ogniu broni maszynowej.
Późnym popołudniem, spodziewając się kolejnego ataku, „Ojciec Jan” wydał rozkaz wycofania się z wioski. Oddział „Majki” wycofał się w rejon Przychojca, oddział „Radwana” na południe, w kierunku Jarosławia, „Wołyniak” ze swoimi ludźmi odskoczył na lewy brzeg Sanu w okolice Grodziska Dolnego. Wraz z oddziałami NOW Kuryłówkę opuściła część jej mieszkańców, obawiając się zemsty Sowietów.

## Rezultat bitwy

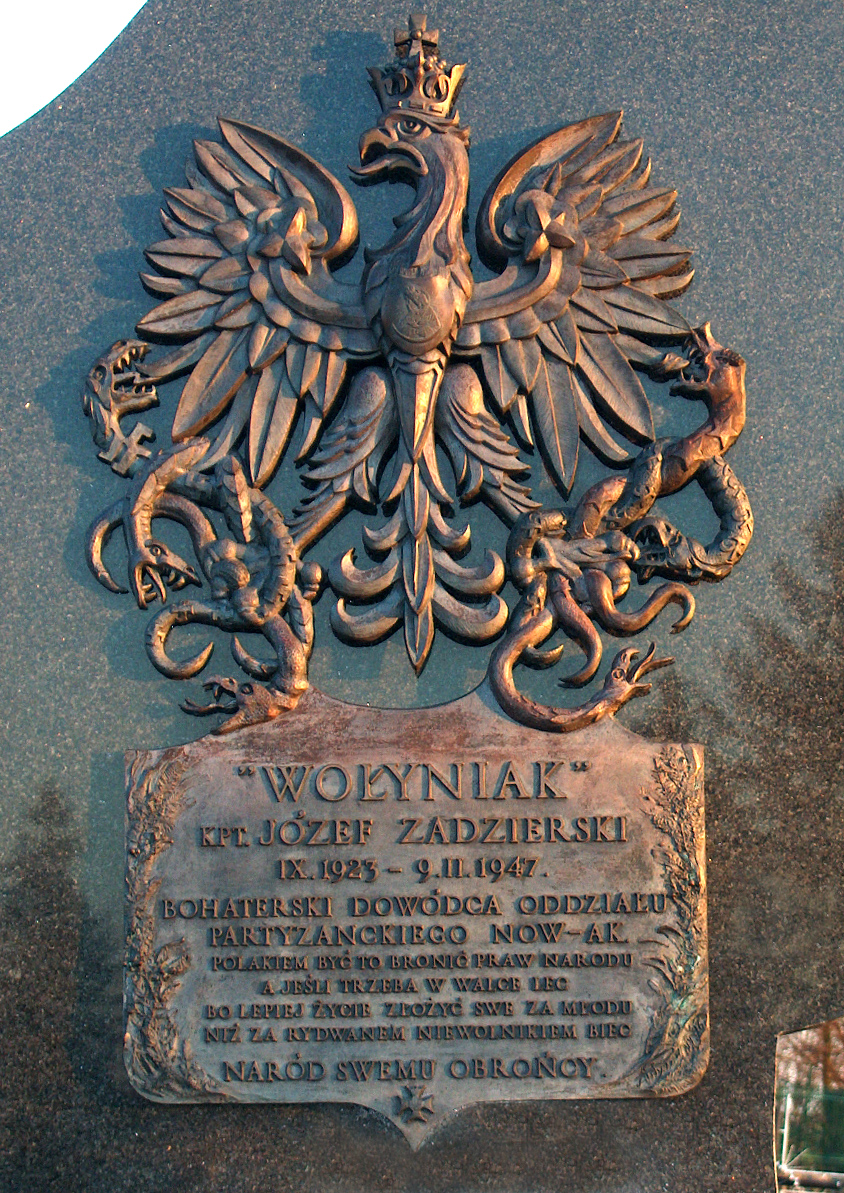
Tablica nagrobna Józefa Zadzierskiego na cmentarzu obok kościoła św. Józefa

Partyzantom udało się odeprzeć trzy duże ataki NKWD. W dokumentach i relacjach z bitwy najczęściej wymienia się liczbę około 57 zabitych enkawudzistów. Ze strony NOW poległo siedmiu żołnierzy, zaś pięciu zostało ciężko rannych.
Następnego dnia do Kuryłówki wkroczyła karna ekspedycja NKWD. Sowieci zamordowali osiem osób, spalono zabudowania wioski. Kilka tygodni po pacyfikacji Kuryłówki przez NKWD Komenda Okręgu NOW wypłaciła mieszkańcom wsi zapomogi, przeznaczając na nie część pieniędzy zdobytych w akcji ekspropriacyjnej na bank w Przemyślu, przeprowadzonej 26 czerwca 1945 r.

## Pamięć o bitwie
Walki pod Kuryłówką zostały upamiętnione na Grobie Nieznanego Żołnierza w Warszawie, napisem na jednej z tablic.
6 maja 2018 roku odsłonięto we wsi Pomnik Bitwy pod Kuryłówką.